# Czarnkowie
Czarnkowie (deutsch Alt Liepenfier) ist eine Ortschaft im Powiat Szczecinecki (Neustettiner Kreis) in der polnischen Woiwodschaft Westpommern. Der Ort ist Teil der Stadt- und Landgemeinde Barwice (Bärwalde). 

## Geographische Lage
Das Kirchdorf liegt in Hinterpommern, in der Pommerschen Schweiz, im nördlichen Tal der fünf Seen, etwa 50 Kilometer südlich von Köslin (Koszalin), 35 Kilometer westlich von Neustettin (Szczecinek), 16 Kilometer südwestlich von Bärwalde (Barwice) und zehn Kilometer südlich von Bad Polzin (Połczyn-Zdrój).

## Geschichte

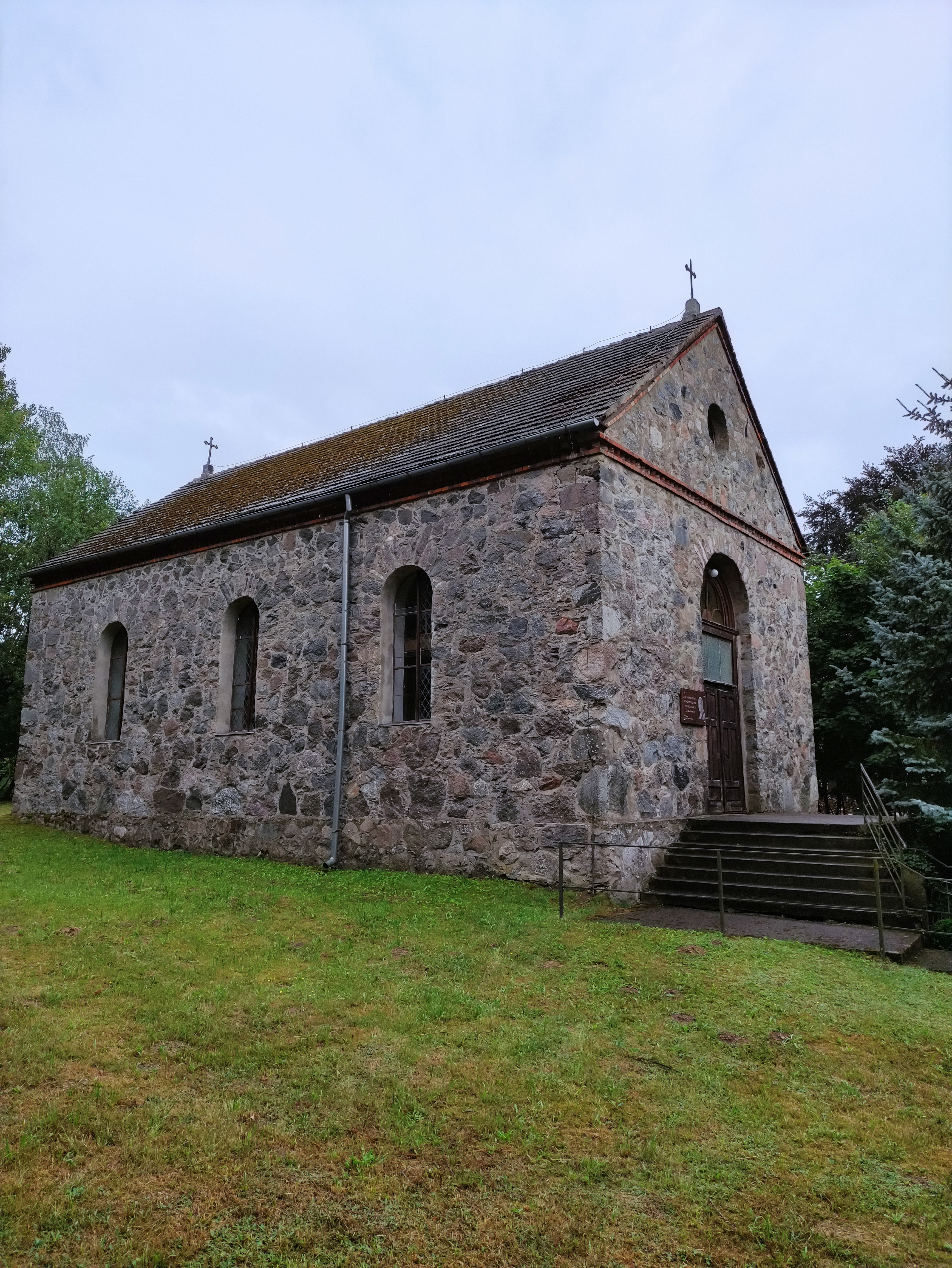
Dorfkirche, bis 1945 Gotteshaus der evangelischen Gemeinde Alt Liepenfier

Im 18. Jahrhundert verlief östlich des Dorfs die Grenze zwischen dem Herzogtum Pommern und Westpreußen, und wegen des an der Grenze vorhandenen Waldgebiets schwelte ein Streit zwischen dem Amt Draheim (ehemalige Starostei Draheim) und dem seinerzeit westpreußischen Dorf Groß-Poplow.
Im Jahr 1865 erhob der preußische Fiskus im Dorf Alt Liepenfier eine Grundsteuer in Höhe von 201 Reichstalern, 12 Silbergroschen und 10 Pfennigen.
Die Gemarkung der Landgemeinde Alt Liepenfier hatte Anfang der 1930er Jahre eine Flächengröße von 17,1 km², und auf ihr standen insgesamt 123 bewohnte Wohnhäuser an drei verschiedenen Wohnorten:
- Alt Liepenfier
- Forsthaus Fünfsee
- Heinrichshöhe

Um 1933 gab es in Alt Liepenfier zwei Gasthöfe, eine Niederlassung der Ländlichen Spar- und Darlehnskasse, eine Mühle und verschiedene  Handwerksbetriebe.
Bis 1945 bildete Alt Liepenfier eine Landgemeinde im Landkreis Neustettin in der preußischen Provinz Pommern des Deutschen Reichs. Alt Liepenfier war bis 1945 dem Amtsbezirk Liepenfier zugeordnet, dem auch der Nachbarort Neu Liepenfier angehörte.

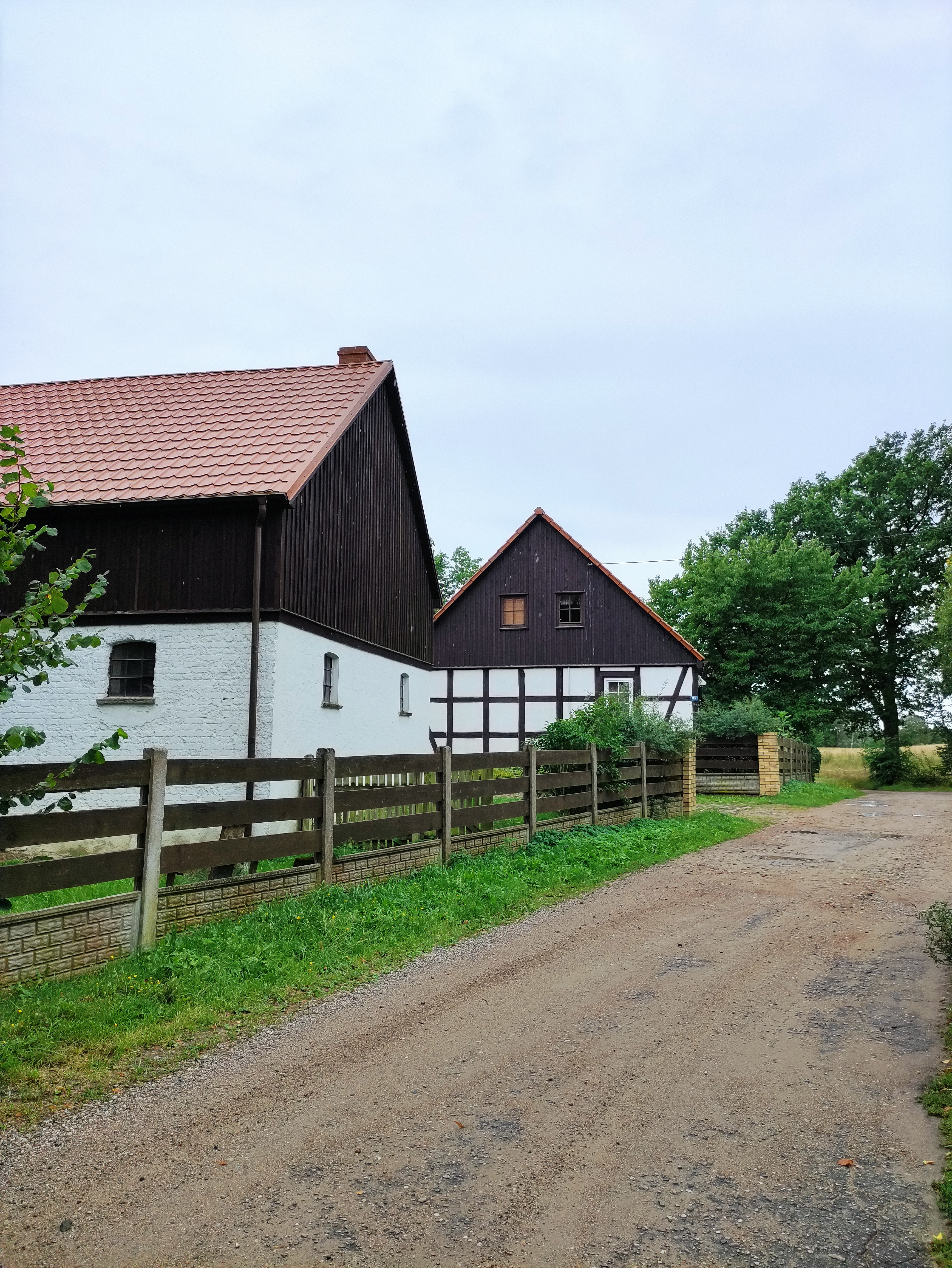
Dorfpartie
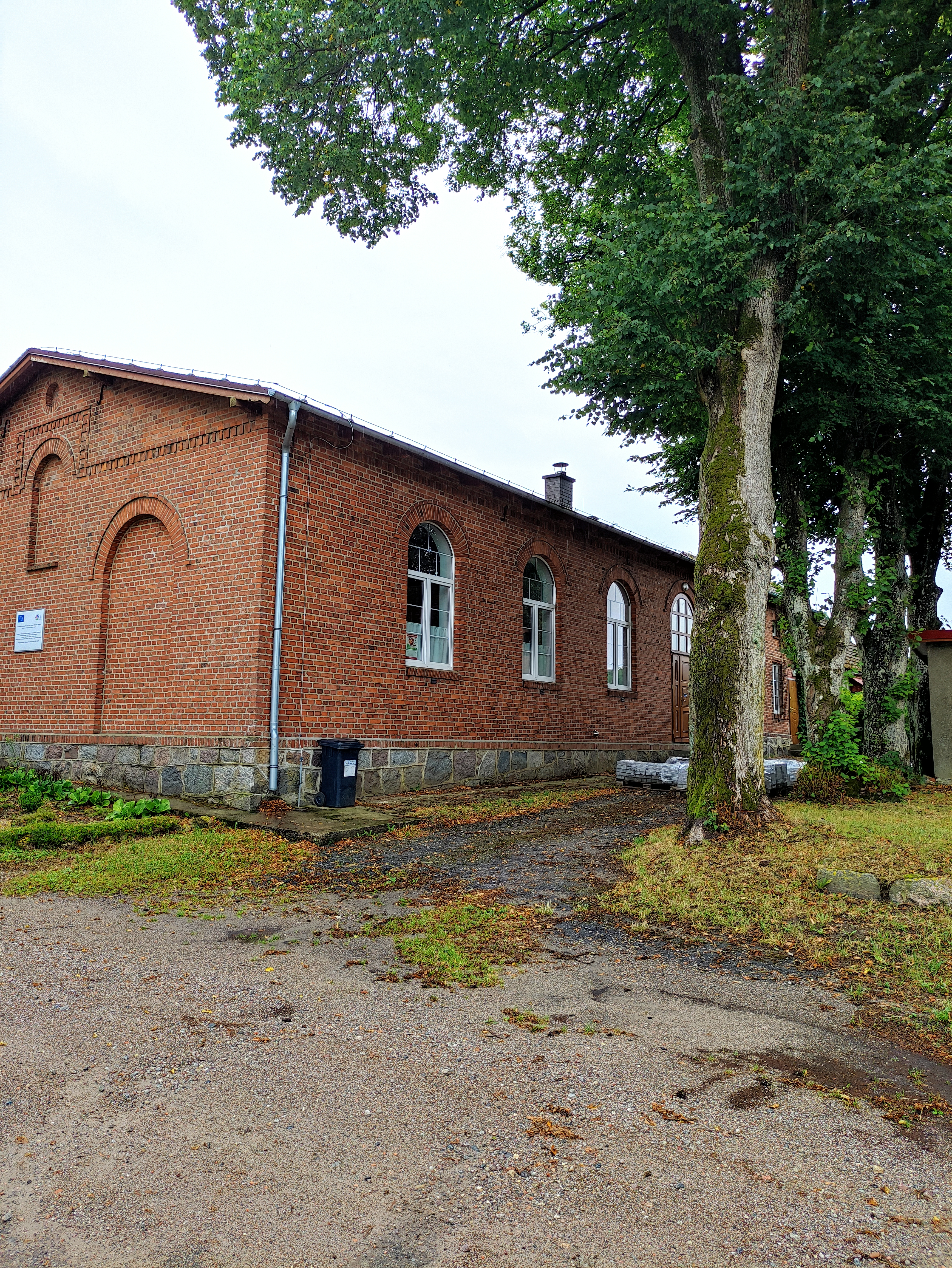
Altes Backstein-Gebäude
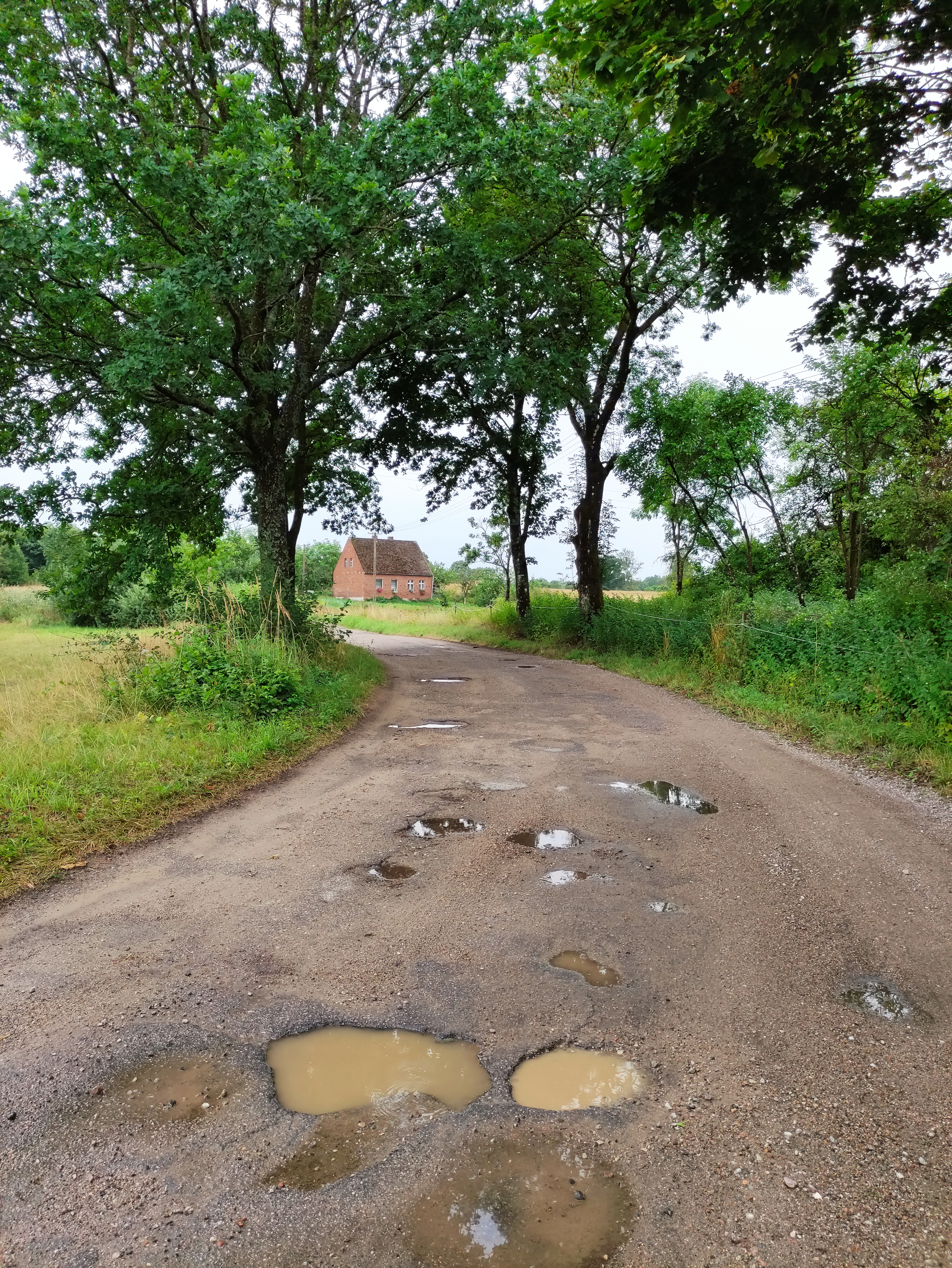
Dorfstraße (2022)
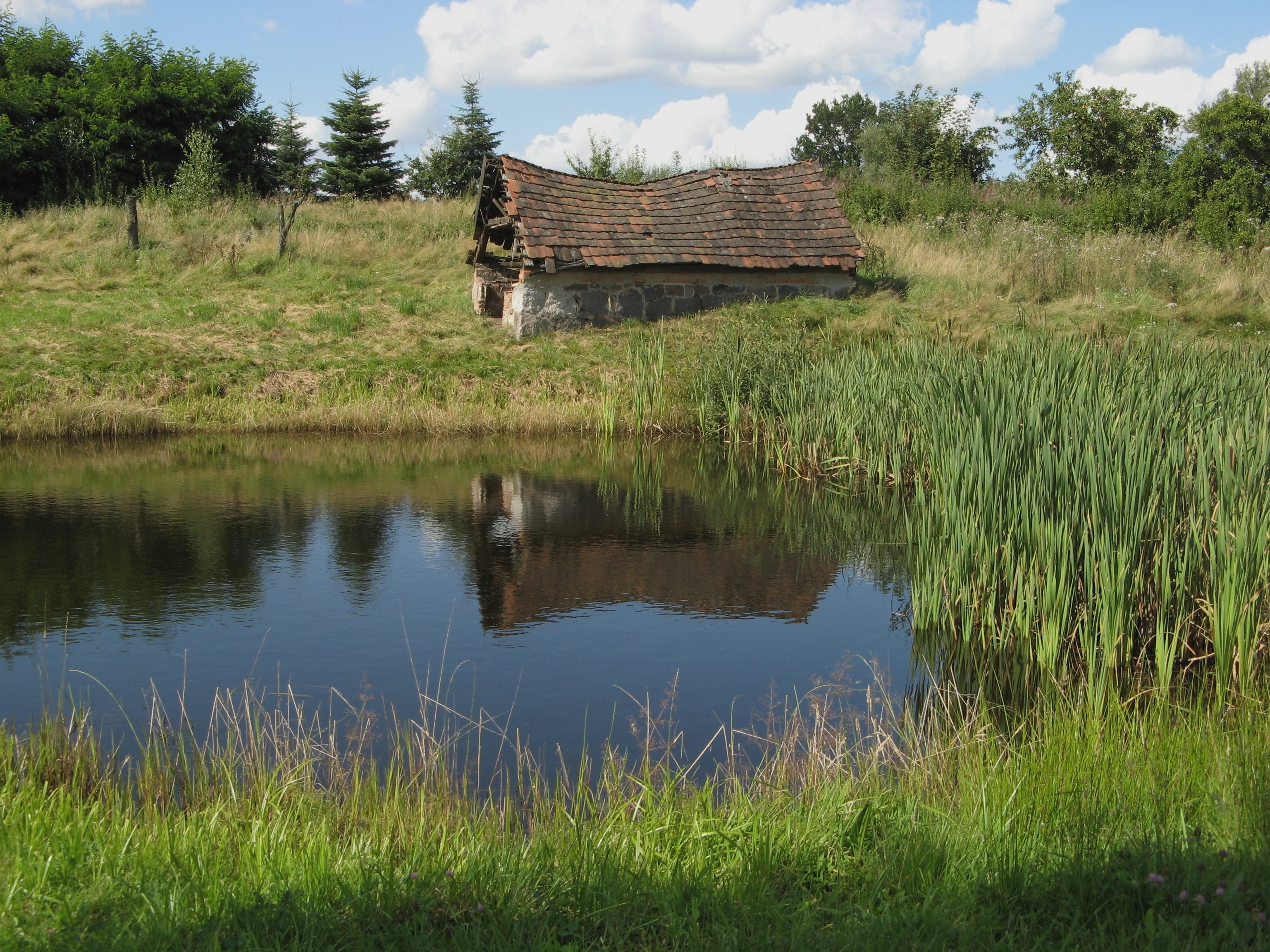
Biotop und Ruine

Gegen Ende des Zweiten Weltkriegs besetzte im Frühjahr 1945 die Rote Armee die Region. Nach Beendigung der Kampfhandlungen wurde Alt Liepenfier zusammen mit Hinterpommern seitens der sowjetischen Besatzungsmacht der Volksrepublik Polen zur Verwaltung überlassen. Von der polnischen Behörde wurde das Dorf nun unter der Ortsbezeichnung „Czarnkowie“ verwaltet. In der Folgezeit wurde die einheimische Bevölkerung von der polnischen Administration aus dem Kreisgebiet vertrieben. Im Ort siedelten sich zugewanderte Polen an. 

### Demographie
| Jahr | Einwohner | Anmerkungen                                                                              |
| ---- | --------- | ---------------------------------------------------------------------------------------- |
| 1783 | –         | Streusiedlung mit 41 Freileuten, die in Katen leben, und 41 Feuerstellen (Haushaltungen) |
| 1818 | 392       | Dorf, königliche Besitzung                                                               |
| 1825 | 403       | Dorf mit dem Forsthaus Fünfsee                                                           |
| 1852 | 650       | Dorf                                                                                     |
| 1864 | 712       | am 3. Dezember, in 81 Wohngebäuden                                                       |
| 1867 | 712       | am 3. Dezember                                                                           |
| 1871 | 778       | am 1. Dezember, in 85 Wohnhäusern, sämtlich Evangelische                                 |
| 1875 | 728       | in 94 Häusern                                                                            |
| 1885 | 787       | am 1. Dezember, in 112 Häusern, davon 786 Evangelische und eine katholische Person       |
| 1910 | 680       | [ 12 ]                                                                                   |
| 1925 | 658       | davon 656 Evangelische und zwei Katholiken; nach anderen Angaben 1363 Einwohner          |
| 1933 | 633       | [ 13 ]                                                                                   |
| 1939 | 589       | [ 13 ]                                                                                   |

## Trivia
Laut einer Erzählung des pommerschen Sagenschatzes tauchten in Alt Liepenfier um 1700 aus einem Keller Zwerge auf, setzten sich einen Tarnhut auf, der sie unsichtbar machen sollte, und tafelten dann ungeniert im Nachbarhaus an einem Hochzeitstisch, was jedoch einem aufmerksamen und geschäftstüchtigen Bauernknecht nicht entgangen war.